# Alfie Bass
Alfred Bass (10 de abril de 1916 – 15 de julio de 1987) fue un actor inglés.

## Primeros años
Su verdadero nombre era Abraham Basalinksy, y nació en Londres, Inglaterra, en el seno de una familia de origen judío. Su familia había huido de Rusia, y él era el más joven de diez hermanos.
Tras dejar los estudios a los 14 años de edad, trabajó como aprendiz de sastre, como mensajero y como ayudante en un comercio, todo ello antes de actuar en el teatro.

## Carrera teatral
Su carrera interpretativa empezó en el Teatro Unity de Londres a finales de la década de 1930, actuando en la obra Plant In The Sun y en Babes In The Wood.  Tras el inicio de la Segunda Guerra Mundial, Bass se sumó al regimiento Middlesex como transporte de partes. A pesar de sus obligaciones militares encontró tiempo para participar en conciertos y en documentales para la Army Film Unit.
Su carrera teatral incluía obras de Shakespeare y de George Bernard Shaw. En la década de 1950 siguió haciendo espectáculos en el Teatro Unity, y en una ocasión fue acusado (junto a Vida Hope) de representar una obra sin la correspondiente licencia. En su trabajo teatral también hay que mencionar The Bespoke Overcoat, obra adaptada al cine en 1956. También asumió el papel interpretado por Chaim Topol en la producción El violinista en el tejado, representada en el West End londinense.

## Carrera cinematográfica
Bass debutó en el cine trabajando en documentales durante la Segunda Guerra Mundial. Actuó en diversos largometrajes, incluyendo The Lavender Hill Mob, A Tale of Two Cities y Alfie, con Michael Caine y Shelley Winters.
Además fue uno de los protagonistas del film de vampiros dirigido por Roman Polanski El baile de los vampiros con el papel del padre del personaje de Sharon Tate. Bass también participó en el segmento "Pride" de The Magnificent Seven Deadly Sins, y tuvo un primer papel en la comedia sexual de 1977 Come Play with Me. Asimismo hizo varios cameos, en el film de The Beatles Help! (1965), en La venganza de la Pantera Rosa (1978), y en Moonraker (1979).

## Televisión y radio
Siguió trabajando hasta la década de 1980, con papeles en las series televisivas Till Death Us Do Part, Minder, y Are You Being Served?, en esta última en el papel de Mr. Goldberg, personaje que sustituía a Mr. Grainger y a Mr. Tebbs (interpretados por Arthur Brough y James Hayter).
Como artista invitado intervino en dos episodios de la comedia televisiva británica The Goodies, interpretando al "Urbanista" en Camelot, y al "Gigante" en The Goodies and the Beanstalk.
Fue protagonista de The Army Game, una serie de finales de los años cincuenta e inicios de los sesenta, coprotagonizando su secuela Bootsie and Snudge, junto a Bill Fraser y Clive Dunn. Finalmente, también trabajó en la serie de la década de 1950 de Landmark BBC Radio SF Series Journey Into Space, en el papel de Lemuel "Lemmy" Barnet.

## Fallecimiento
Alfie Bass murió a causa de un infarto agudo de miocardio en 1987 en Londres.